# Campionati mondiali di taekwondo 1999
I Campionati mondiali di taekwondo 1999 sono stati la 14ª edizione dei campionati mondiali di taekwondo, organizzati dalla World Taekwondo Federation, e si sono svolti a Edmonton, in Canada, dal 2 al 6 giugno 1999.

## Medagliati

### Maschile
| Specialità | Oro                           | Argento                    | Bronzo                                                        |
| -54 kg     | Min Byeong-Seok Corea del Sud | Roberto Cruz Filippine     | Chen Weichun Taiwan / Gabriel Mercedes Rep. Dominicana        |
| 58 kg      | Yoon Jong-Il Corea del Sud    | Abror Haider Danimarca     | Nhat Thong Ho Vietnam / Yunes Sekkat Marocco                  |
| 62 kg      | Ko Dae-Hyu Corea del Sud      | Ahmet Evcimen Turchia      | Mark López Stati Uniti / Iván Ron Spagna                      |
| 67 kg      | No Hyun-Ku Corea del Sud      | Jesper Røsen Danimarca     | Hsu Chihung Taiwan / Francisco Zas Spagna                     |
| 72 kg      | Hadi Saei Boneh Kohal Iran    | Kim Byung-Uk Corea del Sud | Rosendo Alonso Spagna / Sergio Cárdenas Cile                  |
| 78 kg      | Jang Jong-Oh Corea del Sud    | Bahri Tanrıkulu Turchia    | Joshua Coleman Stati Uniti / Rodrigo Martínez Huerta Messico  |
| 84 kg      | Madjid Aflaki Khamseh Iran    | Yasin Yağız Turchia        | Adilkhan Saginolikov Kazakistan / Faissal Ebnoutalib Germania |
| +84 kg     | Moon Dae-Sung Corea del Sud   | Moctar Doumbia Francia     | Rubén Montesinos Spagna / Daniel Trenton Australia            |

### Femminile
| Specialità | Oro                          | Argento                      | Bronzo                                               |
| -47 kg     | Belén Asensio Spagna         | Yoon Song-Hee Corea del Sud  | France Pouzoulet Francia / Kadriye Selimoğlu Turchia |
| 51 kg      | Chi Shuju Taiwan             | Shim Hye-Young Corea del Sud | Jenifer Delgado Spagna / Yuan Guiru Cina             |
| 55 kg      | Wang Su Cina                 | Jung Jae-Eun Corea del Sud   | Christiana Bach Svizzera / Meng Meichun Taiwan       |
| 59 kg      | Kang Hae-Eun Corea del Sud   | Iridia Salazar Messico       | Sonia Reyes Spagna / Gael Texier Canada              |
| 63 kg      | Cho Hyang-Mi Corea del Sud   | Zhang Huijing Cina           | Lisa O'Keefe Australia / Ekaterina Noskova Russia    |
| 67 kg      | Elena Benítez Spagna         | Mirjam Muskens Paesi Bassi   | Chang Wanchen Taiwan / Barbara Pak Canada            |
| 72 kg      | Kim Yoon-Kyung Corea del Sud | Ivonne Lallana Spagna        | Filiz Nur Aydın Turchia / Chen Zhong Cina            |
| +72 kg     | Kao Chingyi Taiwan           | Dominique Bosshart Canada    | Maria Konyakhina Russia / Laurance Rase Belgio       |

## Medagliere
| Posizione | Paese           | Oro | Argento | Bronzo | Totale |
| --------- | --------------- | --- | ------- | ------ | ------ |
| 1         | Corea del Sud   | 9   | 4       | 0      | 13     |
| 2         | Spagna          | 2   | 1       | 6      | 9      |
| 3         | Taiwan          | 2   | 0       | 4      | 6      |
| 4         | Iran            | 2   | 0       | 0      | 2      |
| 5         | Cina            | 1   | 1       | 2      | 4      |
| 6         | Turchia         | 0   | 3       | 2      | 5      |
| 7         | Danimarca       | 0   | 2       | 0      | 2      |
| 8         | Canada          | 0   | 1       | 2      | 3      |
| 9         | Francia         | 0   | 1       | 1      | 2      |
| 9         | Messico         | 0   | 1       | 1      | 2      |
| 11        | Filippine       | 0   | 1       | 0      | 1      |
| 11        | Paesi Bassi     | 0   | 1       | 0      | 1      |
| 13        | Australia       | 0   | 0       | 2      | 2      |
| 13        | Stati Uniti     | 0   | 0       | 2      | 2      |
| 13        | Russia          | 0   | 0       | 2      | 2      |
| 16        | Germania        | 0   | 0       | 1      | 1      |
| 16        | Belgio          | 0   | 0       | 1      | 1      |
| 16        | Cile            | 0   | 0       | 1      | 1      |
| 16        | Kazakistan      | 0   | 0       | 1      | 1      |
| 16        | Marocco         | 0   | 0       | 1      | 1      |
| 16        | Rep. Dominicana | 0   | 0       | 1      | 1      |
| 16        | Svizzera        | 0   | 0       | 1      | 1      |
| 16        | Vietnam         | 0   | 0       | 1      | 1      |
|           | TOTALE          | 16  | 16      | 32     | 64     |